# Justin Tafa
Justin Tafa (Auckland, Nueva Zelanda, 13 de diciembre de 1993) es un artista marcial mixto neozelandés de origen samoano, actualmente compite en la categoría peso pesado de Ultimate Fighting Championship.
Tafa Nació en Auckland, Nueva Zelanda, en una familia de descendencia samoana, y creció en el del oeste Auckland en el barrio de Avondale. Es hermano del kickboxer Junior Tafa. Su primer interés deportivo fue la Rugby League

## Rugby League
Jugó para el Marist Santos en el juvenil de  Auckland Rugby League y fichó por el Melbourne Storm. La carrera de Tafa empezó en la Rugby League, firmando por el Melbourne Storm.

## Carrera de artes marciales mixtas
A la edad de 23, Tafa empezó entrenar MMA y consiguió un registro de 3–0 antes de ser firmado por el UFC.

### Ultimate Fighting Championship
Tafa hizo su debut promocional el 6 de octubre de 2019 en la UFC 243 contra Yorgan de Castro. Perdió la pelea por un knockout en la primera ronda.
Para su segunda pelea con la promoción, Tafa se enfrentó contra  Juan Adams el 8 de febrero de 2020 en la UFC 247. Ganó la pelea por un TKO en la primera ronda.
Tafa estuvo listo para enfrentarse a Raphael Pessoa el 25 de julio de 2020 en UFC on ESPN 14. Aun así, lo dejaría el 15 de julio debido a razones desconocidas y estuvo reemplazado por Tanner Boser.
Tafa encaró a Carlos Felipe el 16 de enero de 2021 en UFC Fight Night: Holloway vs. Kattar. Perdió la siguiente pelea por una decisión partida.

## Récord en artes marciales mixtas
| Resultado     | Récord  | Oponente          | Método                                       | Evento                              | Fecha                    | Ronda | Tiempo | Localización          | Notas                                                               |  |
| ------------- | ------- | ----------------- | -------------------------------------------- | ----------------------------------- | ------------------------ | ----- | ------ | --------------------- | ------------------------------------------------------------------- |  |
| Derrota       | 7–5 (1) | Tallison Teixeira | TKO (rodilla al cuerpo y puños)              | UFC 312                             | 9 de Febrero de 2025     | 1     | 0:35   | Sydney, Australia     |                                                                     |  |
| Derrota       | 7–4 (1) | Karl Williams     | Decisión (unánime)                           | UFC on ESPN: Ribas vs. Namajunas    | 23 de marzo de 2024      | 3     | 5:00   | Las Vegas, Nevada     |                                                                     |  |
| Victoria      | 7–3 (1) | Austen Lane       | KO (puñetazos)                               | UFC 293                             | 10 de septiembre de 2023 | 1     | 1:22   | Sydney                | Actuación de la noche.                                              |  |
| Sin resultado | 6–3 (1) | Austen Lane       | Sin resultado (piquete accidental en el ojo) | UFC on ABC: Emmett vs. Topuria      | 24 de junio de 2023      | 1     | 0:29   | Jacksonville, Florida | Un piquete accidental en el ojo hizo que Tafa no pudiera continuar. |  |
| Victoria      | 6–3     | Parker Porter     | TKO (puñetazos)                              | UFC 284                             | 12 de febrero de 2023    | 1     | 1:06   | Perth                 |                                                                     |  |
| Victoria      | 5–3     | Harry Hunsucker   | KO (patada a la cabeza)                      | UFC Fight Night: Lewis vs. Daukaus  | 18 de diciembre de 2021  | 1     | 1:53   | Las Vegas, Nevada     |                                                                     |  |
| Derrota       | 4–3     | Jared Vanderaa    | Decisión (unánime)                           | UFC Fight Night: Font vs. Garbrandt | 22 de mayo de 2021       | 3     | 5:00   | Las Vegas, Nevada     | Pelea de la noche.                                                  |  |
| Derrota       | 4–2     | Carlos Felipe     | Decisión (dividida)                          | UFC on ABC: Holloway vs. Kattar     | 16 de enero de 2021      | 3     | 5:00   | Abu Dhabi             |                                                                     |  |
| Victoria      | 4–1     | Juan Adams        | TKO (puñetazos)                              | UFC 247                             | 8 de febrero de 2020     | 1     | 1:59   | Houston, Texas        |                                                                     |  |
| Derrota       | 3–1     | Yorgan de Castro  | KO (puñetazo)                                | UFC 243                             | 4 de diciembre de 2015   | 1     | 2:10   | Melbourne             |                                                                     |  |
| Victoria      | 3–0     | David Taumoepeau  | TKO (puñetazos)                              | XFC 41                              | 24 de mayo de 2019       | 2     | 0:30   | Brisbane              | Defiende el campeonato de peso pesado de XFC.                       |  |
| Victoria      | 2–0     | Jeremy Joiner     | TKO (puñetazos)                              | XFC 36                              | 28 de julio de 2018      | 1     | 0:28   | Brisbane              | Gana el campeonato de peso pesado de XFC.                           |  |
| Victoria      | 1–0     | Dylan Tiaaleaiga  | TKO (puñetazos)                              | XFC 30                              | 20 de mayo de 2018       | 2     | 3:35   | Brisbane              | Debut en el peso pesado.                                            |  |

## Campeonatos y logros

### Artes marciales mixtas
- Australian Xtreme Fighting Championship
  - Campeonato XFC Heavyweight. (Una vez)[5]
    - Una defensa exitosa

- Lista de actual luchadores UFC